# Tommi Ahvala
Tommi Petteri Ahvala (Helsinki, 13 november 1971) is een Fins voormalig wereldkampioen trialrijder. Hij werd in 1992 wereldkampioen outdoor en in 1993 wereldkampioen indoor. Daarnaast behaalde hij tussen de jaren 1991 en 1996 nog eens zeven podiumplaatsen tijdens de WK's.

## Biografie
Als zesjarige begon Ahvala trial te rijden in de achtertuin van zijn ouderlijk huis. Hij nam deel aan zijn eerste wedstrijd toen hij tien was, en toen hij vijftien was begon zijn internationale carrière. Hij nam voor het eerst deel aan het wereldkampioenschap in 1988. Omdat hij formeel nog bij de junioren reed moest hij in Finland verplicht op een 125cc motor deelnemen, en in het buitenland op een 250cc. Hij kreeg dispensatie voor deze regel toen hij 17 was.
In 1989 werd Ahvala zesde tijdens het wereldkampioenschap, in 1990 vierde en in 1991 tweede. Hij won een gouden medaille in 1990 en 1991 in het Fins kampioenschap, waaraan hij daarna niet meer deelnam wegens tijdgebrek. In 1992 werd hij wereldkampioen, en het jaar daarop in de indoor-versie. In 1995 was hij de eerste buitenlander die de Italiaanse titel op zijn naam zette.
In 1998 werd hij gecontracteerd door het Spaanse GasGas om in de Verenigde Staten wedstrijden te rijden. Hij nam in 1998 en 1999 deel aan de A.M.A. National Championship die hij in 1999 won. Daarna begon hij met lesgeven in een aantal trialscholen, om het niveau en de bekendheid van de sport te verbeteren in de Verenigde Staten.
In 1995 gaf Finland een postzegel uit ter ere van Ahvala.

## Wereldkampioenschap
| Jaar | Team    | 1     | 2     | 3      | 4      | 5     | 6      | 7      | 8      | 9      | 10     | 11    | 12     | 13 |  | Punten | Klassering |
| ---- | ------- | ----- | ----- | ------ | ------ | ----- | ------ | ------ | ------ | ------ | ------ | ----- | ------ | -- |  | ------ | ---------- |
| 1988 | Aprilia | SPA - | GBR - | IRL -  | LUX 13 | GER - | AUT 11 | FRA 13 | BEL 11 | ITA 14 | SWE 11 | FIN 4 | POL 13 |    |  | 39     | 13th       |
| 1989 | Aprilia | GBR 7 | IRL 9 | ITA 13 | USA 4  | CAN 7 | FRA 8  | SWI 6  | SPA 6  | AUT 4  | CZE 6  | GER 2 | LUX 7  |    |  | 118    | 6th        |
| 1990 | Aprilia | IRL 3 | GBR 3 | USA 3  | CAN 3  | BEL 4 | GER 4  | SWE 4  | FIN 6  | SPA 2  | ITA 5  | POL 3 | SWI 3  |    |  | 167    | 4th        |
| 1991 | Aprilia | LUX 5 | GBR 4 | IRL 2  | BEL 2  | FRA 7 | SPA 4  | POL 2  | AUT 4  | ITA 2  | FIN 1  | SWE 4 | CZE 1  |    |  | 180    | 2nd        |
| 1992 | Aprilia | SPA 1 | BEL 2 | GBR 3  | IRL 2  | FRA 1 | AND 11 | CZE 2  | POL 2  | GER 2  | ITA 2  | CAN 1 | USA 2  |    |  | 199    | 1st        |
| 1993 | Aprilia | LUX 3 | BEL 2 | GER 7  | CZE 3  | POL 6 | ITA 6  | FRA 3  | AND 1  | SPA 7  | SWE 3  | FIN 4 | GBR 4  |    |  | 161    | 3rd        |
| 1994 | Fantic  | IRL 2 | GBR 6 | BEL 1  | GER 13 | CZE 2 | FRA 4  | USA 3  | SPA 2  | ITA 5  | SWI 2  |       |        |    |  | 140    | 2nd        |
| 1995 | Fantic  | LUX 1 | GBR 3 | IRL 4  | BEL 7  | POL 4 | ITA 6  | SPA 3  | FRA 3  | AND 9  | FIN 4  |       |        |    |  | 130    | 3rd        |
| 1996 | Fantic  | SPA 9 | GBR 9 | IRL -  | USA 14 | CAN 6 | FRA 11 | ITA 10 | GER 5  | CZE 6  | BEL 7  |       |        |    |  | 67     | 8th        |

## Palmares
- FIM wereldkampioen 1992
- Fins kampioen 1989,1990,1991,2005
- Italiaans kampioen 1995
- US NATC kampioen 1999